# Франсис Нар
Франсис Нар е ганайски футболист, крило на Левски (София). Роден е 18 април 1994 г.

## Кариера
Франсин Нар започва професионалната си кариера в родината си с отбора на Тим Ют (Team Youth). През 2013 г. е даден под наем в тунизийския Клуб Африкен. В началото на 2014 г. е трансфериран в Баник Острава. С чешкия отбор записва 46 мача, в които вкарва 7 гола. На 9 януари 2016 г. подписва с българския Левски София за срок от 3 години. Има 9 мача с младежкия национален отбор на Гана.